# 土用坊主

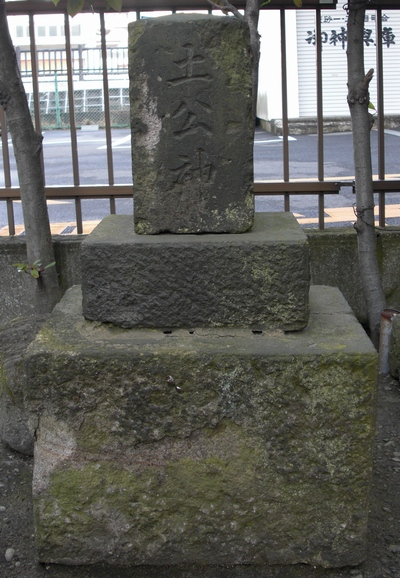
参考：土公神（東京都江東区東砂・陶首稲荷）

土用坊主（どようぼうず）は、神奈川県津久井郡青根村（現：相模原市緑区青根）に伝わる民間神。

## 概要
土用（四季の終わりの18日間）になると邸地内に現れると言われている。この期間に土をいじることは土用坊主の頭を引っかくことになるため、土いじりも草むしりも行なってはならないとされる。陰陽道における土公神も同様に、所在時に土を動かすと祟りがあるといわれることから、土用坊主とはこの土公神を指すものと見られている。
また、土地にはそれぞれ土地神がおり、断りなしに土を動かすと災いが起きるといわれていることから、土用坊主もそうした土地神の類とする説や、江戸時代の『和漢三才図会』では、土用に土地を犯すと方位神である金神が災いを下すとあることから、土用坊主と金神との関連性を指摘する説もある。